# Élections municipales de 2001 dans la Somme
Les élections municipales ont eu lieu les 11 et 18 mars 2001 dans la Somme.
Si ce renouvellement n'est pas marqué par de grands changements au niveau des grandes villes (la droite UDF et RPR détient la plupart d'entre-elles), la gauche plurielle obtient quelques succès dans de plus petites communes comme Montdidier et Airaines pour le PS ou Camon et Ault pour le PCF.

## Maires sortants et maires élus
Les maires élus à la suite des élections municipales dans les communes de plus de 2 000 habitants :
| Commune                | Population | Maire sortant        | Parti | Parti    | Maire élu            | Parti | Parti    |
| ---------------------- | ---------- | -------------------- | ----- | -------- | -------------------- | ----- | -------- |
| Abbeville              | 25 567     | Joël Hart            |       | RPR      | Joël Hart            |       | RPR      |
| Ailly-sur-Noye         | 2 643      | Freddy Vérecque      |       | PS       | Freddy Vérecque      |       | PS       |
| Ailly-sur-Somme        | 3 322      | Francis Fouquet      |       | DVD      | Francis Fouquet      |       | DVD      |
| Airaines               | 2 099      | Pierre Laboulet      |       | DVD      | Jean-Luc Lefbvre     |       | PS       |
| Albert                 | 10 065     | Stéphane Demilly     |       | UDF      | Stéphane Demilly     |       | UDF      |
| Amiens                 | 134 916    | Gilles de Robien     |       | UDF      | Gilles de Robien     |       | UDF      |
| Ault                   | 2 070      | Antoine de Wazières  |       | UDF-Rad  | Jean-Yves Cauchois   |       | PCF      |
| Beauval                | 2 243      |                      |       |          | Pierre Lucas         |       | DVG      |
| Boves                  | 2 786      | Gérard Dauby         |       | DVD      | Daniel Dupuis        |       | DVD      |
| Camon                  | 4 366      | Michel Ponthieu      |       | DVD      | Jean-Claude Renaux   |       | PCF      |
| Cayeux-sur-Mer         | 2 781      | Yvonne Perruchot     |       | RPR      | Yvonne Perruchot     |       | RPR      |
| Corbie                 | 6 317      | Alain Babaut         |       | DVD      | Alain Babaut         |       | DVD      |
| Le Crotoy              | 2 439      | Jean-Louis Wadoux    |       | RPR      | Roselyne Bourguelle  |       | DVD      |
| Doullens               | 6 243      | Jean-Michel Thievet* |       | RPR      | Christian Vlaeminck  |       | DVD      |
| Eppeville              | 2 015      | Jean Boitel          |       | PS       | Jean Boitel          |       | PS       |
| Feuquières-en-Vimeu    | 2 370      | Marius Fustier*      |       | DVG      | Bernard Davergne     |       | PS       |
| Flesselles             | 2 143      | Bernard Binoist      |       | PS       | Bernard Binoist      |       | PS       |
| Flixecourt             | 2 978      | René Lognon          |       | PCF      | René Lognon          |       | PCF      |
| Fressenneville         | 2 334      | Noël Ricouard        |       | PCF      | Noël Ricouard        |       | PCF      |
| Friville-Escarbotin    | 4 646      | Guy Roussel          |       | PCF      | Guy Roussel          |       | PCF      |
| Gamaches               | 2 949      | Jacques Pécquery     |       | PCF      | Jacques Pécquery     |       | PCF      |
| Ham                    | 5 398      | Marc Bonef           |       | RPR      | Marc Bonef           |       | RPR      |
| Longueau               | 5 220      | Joël Brunet          |       | PCF      | Joël Brunet          |       | PCF      |
| Mers-les-Bains         | 3 394      | Guy Champion         |       | PCF      | Emmanuel Maquet      |       | DVD      |
| Montdidier             | 6 328      | Michel Warnet        |       | DVD      | Catherine Le Tyrant  |       | PS       |
| Moreuil                | 4 016      | Pierre Boulanger     |       | DVD      | Pierre Boulanger     |       | DVD      |
| Nesle                  | 2 451      | Paul Pilot           |       | App. PCF | Paul Pilot           |       | App. PCF |
| Poix-de-Picardie       | 2 285      | Jacky Pétigny        |       | DVD      | Jacky Pétigny        |       | DVD      |
| Péronne                | 8 380      | Jean-Pierre Vienot   |       | RPR      | Jean-Pierre Vienot   |       | RPR      |
| Rivery                 | 3 400      | René Carouge*        |       | PCF      | Jean-Marie Givry     |       | App. PCF |
| Rosières-en-Santerre   | 2 956      | José Sueur           |       | UDF      | José Sueur           |       | UDF      |
| Roye                   | 6 529      | Jacques Fleury       |       | PS       | Jacques Fleury       |       | PS       |
| Rue                    | 3 072      | Charles Deloge*      |       | DVD      | Serge Deschamps      |       | UDF      |
| Saint-Ouen             | 2 196      |                      |       |          | Jean-Pierre Saint    |       | SE       |
| Saint-Valery-sur-Somme | 2 686      | Pierre Dingremont*   |       | App. UDF | Stéphane Haussoulier |       | UDF      |
| Saleux                 | 2 493      | Philippe Véret       |       | DVD      | Teddy Covin          |       | DVD      |
| Salouël                | 4 162      | Jean Douchet         |       | DVD      | Jean Douchet         |       | DVD      |
| Vignacourt             | 2 183      | Jean-Michel Uri      |       |          | Stéphane Ducrotoy    |       | DVD      |
| Villers-Bretonneux     | 3 952      | Hubert Lelieur       |       | DVD      | Hubert Lelieur       |       | DVD      |
| * Ne se représente pas |            |                      |       |          |                      |       |          |

### Résultats en nombre de mairies
| Partis           | Partis                             | Maires sortants | Maires élus | Évolution     |
| ---------------- | ---------------------------------- | --------------- | ----------- | ------------- |
|                  | Divers droite                      | 12              | 12          | en stagnation |
|                  | Union pour la démocratie française | 5               | 5           | en stagnation |
|                  | Rassemblement pour la République   | 6               | 4           | 2             |
| Total droite     | Total droite                       | 23              | 21          | 2             |
|                  |                                    |                 |             |               |
|                  | Parti communiste français          | 8               | 9           | 1             |
|                  | Parti socialiste                   | 4               | 7           | 3             |
|                  | Divers gauche                      | 1               | 1           | en stagnation |
| Gauche plurielle | Gauche plurielle                   | 13              | 17          | 4             |
|                  |                                    |                 |             |               |
|                  | Sans étiquette                     | /               | 1           | 1             |
|                  | Non déterminés                     | 3               | /           | 3             |
| Divers           | Divers                             | 3               | 1           | 2             |
|                  |                                    |                 |             |               |
| Total            | Total                              | 39              | 39          |               |

## Résultats

### Abbeville
Maire sortant : Joël Hart (RPR)
35 sièges à pourvoir
| Tête de liste      | Tête de liste                    | Liste           | Premier tour | Premier tour | Sièges |  |
| Tête de liste      | Tête de liste                    | Liste           | Voix         | %            | CM     |  |
| ------------------ | -------------------------------- | --------------- | ------------ | ------------ | ------ |  |
|                    | Joël Hart*                       | RPR - UDF - DVD | 6 897        | 60,34        | 28     |  |
| Abbeville Ensemble |                                  |                 | 6 897        | 60,34        | 28     |  |
|                    | Francis Hammel - Chantal Leblanc | PS - PCF        | 4 533        | 39,66        | 7      |  |
| Gauche plurielle   |                                  |                 | 4 533        | 39,66        | 7      |  |
|                    |                                  |                 |              |              |        |  |
| Inscrits           | Inscrits                         | Inscrits        | 18 212       | 100,00       |        |  |
| Abstentions        | Abstentions                      | Abstentions     | 5 793        | 31,81        |        |  |
| Votants            | Votants                          | Votants         | 12 419       | 68,19        |        |  |
| Blancs et nuls     | Blancs et nuls                   | Blancs et nuls  | 989          | 7,96         |        |  |
| Exprimés           | Exprimés                         | Exprimés        | 11 430       | 92,04        |        |  |
| * Maire sortant    |                                  |                 |              |              |        |  |

### Albert
Maire sortant : Stéphane Demilly (UDF)
33 sièges à pourvoir
| Tête de liste                 | Tête de liste     | Liste           | Premier tour | Premier tour | Sièges |  |
| Tête de liste                 | Tête de liste     | Liste           | Voix         | %            | CM     |  |
| ----------------------------- | ----------------- | --------------- | ------------ | ------------ | ------ |  |
|                               | Stéphane Demilly* | UDF - RPR - DVD | 3 640        | 68,16        | 28     |  |
|                               |                   |                 | 3 640        | 68,16        | 28     |  |
|                               | Claude Vaquette   | PS - PCF        | 1 700        | 31,84        | 7      |  |
| Albert dynamique et solidaire |                   |                 | 1 700        | 31,84        | 7      |  |
|                               |                   |                 |              |              |        |  |
| Inscrits                      | Inscrits          | Inscrits        | 7 597        | 100,00       |        |  |
| Abstentions                   | Abstentions       | Abstentions     | 2 011        | 26,47        |        |  |
| Votants                       | Votants           | Votants         | 5 586        | 73,53        |        |  |
| Blancs et nuls                | Blancs et nuls    | Blancs et nuls  | 246          | 3,24         |        |  |
| Exprimés                      | Exprimés          | Exprimés        | 5 340        | 96,76        |        |  |
| * Maire sortant               |                   |                 |              |              |        |  |

### Amiens
Maire Sortant : Gilles de Robien (UDF)
55 sièges à pourvoir
| Tête de liste                       | Tête de liste       | Liste                | Premier tour | Premier tour | Sièges |  |
| Tête de liste                       | Tête de liste       | Liste                | Voix         | %            | CM     |  |
| ----------------------------------- | ------------------- | -------------------- | ------------ | ------------ | ------ |  |
|                                     | Gilles de Robien*   | UDF - RPR - DL - DVD | 20 959       | 52,05        | 45     |  |
| Tous pour Amiens                    |                     |                      | 20 959       | 52,05        | 45     |  |
|                                     | Maxime Gremetz      | PCF - PS - MDC       | 8 481        | 21,06        | 7      |  |
| Amiens dynamique et solidaire       |                     |                      | 8 481        | 21,06        | 7      |  |
|                                     | Christophe Porquier | Les Verts            | 3 587        | 8,90         | 2      |  |
| Verte et Ouverte                    |                     |                      | 3 587        | 8,90         | 2      |  |
|                                     | Lionel Payet        | FN                   | 2 205        | 5,47         | 1      |  |
| Amiénois d'abord, Français toujours |                     |                      | 2 205        | 5,47         | 1      |  |
|                                     | Philippe Théveniaud | RPF                  | 1 918        | 4,76         |        |  |
| Rassemblement pour Amiens           |                     |                      | 1 918        | 4,76         |        |  |
|                                     | Bruno Paleni        | LO                   | 1 427        | 3,54         |        |  |
| Lutte ouvrière                      |                     |                      | 1 427        | 3,54         |        |  |
|                                     | Yves Dupille        | MNR                  | 1 019        | 2,53         |        |  |
| Mouvement national républicain      |                     |                      | 1 019        | 2,53         |        |  |
|                                     | Francis Dollé       | LCR                  | 675          | 1,67         |        |  |
| La Gauche anticapitaliste           |                     |                      | 675          | 1,67         |        |  |
|                                     |                     |                      |              |              |        |  |
| Inscrits                            | Inscrits            | Inscrits             | 73 292       | 100,00       |        |  |
| Abstentions                         | Abstentions         | Abstentions          | 31 426       | 42,88        |        |  |
| Votants                             | Votants             | Votants              | 41 866       | 57,12        |        |  |
| Blancs et nuls                      | Blancs et nuls      | Blancs et nuls       | 1 593        | 3,80         |        |  |
| Exprimés                            | Exprimés            | Exprimés             | 40 273       | 96,20        |        |  |
| * Maire sortant                     |                     |                      |              |              |        |  |

### Camon
Maire sortant : Michel Ponthieu (DVD)
27 sièges à pourvoir
| Tête de liste    | Tête de liste      | Liste          | Premier tour | Premier tour | Second tour | Second tour | Sièges |  |
| Tête de liste    | Tête de liste      | Liste          | Voix         | %            | Voix        | %           | CM     |  |
| ---------------- | ------------------ | -------------- | ------------ | ------------ | ----------- | ----------- | ------ |  |
|                  | Michel Ponthieu*   | DVD            | 1 087        | 40,41        | 1 272       | 41,66       | 6      |  |
|                  |                    |                | 1 087        | 40,41        | 1 272       | 41,66       | 6      |  |
|                  | Jean-Claude Renaux | PCF - PS - DVG | 963          | 40,24        | 1 205       | 46,19       | 20     |  |
| Gauche plurielle |                    |                | 963          | 40,24        | 1 205       | 46,19       | 20     |  |
|                  | François Rovillain | DVD            | 463          | 19,35        | 317         | 12,15       | 1      |  |
|                  |                    |                | 463          | 19,35        | 317         | 12,15       | 1      |  |
|                  |                    |                |              |              |             |             |        |  |
| Inscrits         | Inscrits           | Inscrits       | 3 202        | 100,00       | 3 199       | 100,00      |        |  |
| Abstentions      | Abstentions        | Abstentions    | 691          | 21,58        | 523         | 16,35       |        |  |
| Votants          | Votants            | Votants        | 2 511        | 78,42        | 2 676       | 83,65       |        |  |
| Blancs et nuls   | Blancs et nuls     | Blancs et nuls | 118          | 4,70         | 67          | 2,50        |        |  |
| Exprimés         | Exprimés           | Exprimés       | 2 393        | 95,30        | 2 609       | 97,50       |        |  |
| * Maire sortant  |                    |                |              |              |             |             |        |  |

### Corbie
Maire sortant : Alain Babaut (UDF)
29 sièges à pourvoir
| Tête de liste                          | Tête de liste  | Liste           | Premier tour | Premier tour | Sièges |  |
| Tête de liste                          | Tête de liste  | Liste           | Voix         | %            | CM     |  |
| -------------------------------------- | -------------- | --------------- | ------------ | ------------ | ------ |  |
|                                        | Alain Babaut*  | UDF - RPR - DVD | 1 894        | 64,16        | ?      |  |
| Servir Corbie                          |                |                 | 1 894        | 64,16        | ?      |  |
|                                        | ?              | PS - PCF - DVG  | 1 058        | 35,84        | ?      |  |
| Action démocratique - Gauche plurielle |                |                 | 1 058        | 35,84        | ?      |  |
|                                        |                |                 |              |              |        |  |
| Inscrits                               | Inscrits       | Inscrits        | 4 308        | 100,00       |        |  |
| Abstentions                            | Abstentions    | Abstentions     | 1 242        | 28,83        |        |  |
| Votants                                | Votants        | Votants         | 3 066        | 71,17        |        |  |
| Blancs et nuls                         | Blancs et nuls | Blancs et nuls  | 114          | 3,72         |        |  |
| Exprimés                               | Exprimés       | Exprimés        | 2 952        | 96,28        |        |  |
| * Maire sortant                        |                |                 |              |              |        |  |

### Doullens
Maire sortant : Jean-Michel Thievet (RPR)
29 sièges à pourvoir
| Tête de liste                | Tête de liste       | Liste           | Premier tour | Premier tour | Sièges |  |
| Tête de liste                | Tête de liste       | Liste           | Voix         | %            | CM     |  |
| ---------------------------- | ------------------- | --------------- | ------------ | ------------ | ------ |  |
|                              | Christian Vlaeminck | DVD - UDF - RPR | 1 731        | 59,98        | 24     |  |
| Un nouvel élan pour Doullens |                     |                 | 1 731        | 59,98        | 24     |  |
|                              | Pascal Destres      | MDC - PS - DVG  | 1 155        | 40,02        | 5      |  |
| Une autre voie pour Doullens |                     |                 | 1 155        | 40,02        | 5      |  |
|                              |                     |                 |              |              |        |  |
| Inscrits                     | Inscrits            | Inscrits        | 4 578        | 100,00       |        |  |
| Abstentions                  | Abstentions         | Abstentions     | 1 359        | 29,69        |        |  |
| Votants                      | Votants             | Votants         | 3 219        | 70,31        |        |  |
| Blancs et nuls               | Blancs et nuls      | Blancs et nuls  | 333          | 10,34        |        |  |
| Exprimés                     | Exprimés            | Exprimés        | 2 886        | 89,66        |        |  |
| * Maire sortant              |                     |                 |              |              |        |  |

### Friville-Escarbotin
Maire sortant : Guy Roussel (PCF)
27 sièges à pourvoir
| Tête de liste    | Tête de liste     | Liste          | Premier tour | Premier tour | Sièges |  |
| Tête de liste    | Tête de liste     | Liste          | Voix         | %            | CM     |  |
| ---------------- | ----------------- | -------------- | ------------ | ------------ | ------ |  |
|                  | Guy Roussel*      | PCF - PS - DVG | 1 710        | 75,20        | 24     |  |
| Gauche plurielle |                   |                | 1 710        | 75,20        | 24     |  |
|                  | Patrick Delaittre | RPR - DVD      | 564          | 24,80        | 3      |  |
|                  |                   |                | 564          | 24,80        | 3      |  |
|                  |                   |                |              |              |        |  |
| Inscrits         | Inscrits          | Inscrits       | 3 508        | 100,00       |        |  |
| Abstentions      | Abstentions       | Abstentions    | 940          | 26,80        |        |  |
| Votants          | Votants           | Votants        | 2 568        | 73,20        |        |  |
| Blancs et nuls   | Blancs et nuls    | Blancs et nuls | 294          | 11,45        |        |  |
| Exprimés         | Exprimés          | Exprimés       | 2 274        | 88,55        |        |  |
| * Maire sortant  |                   |                |              |              |        |  |

### Ham
Maire sortant : Marc Bonef (RPR)
29 sièges à pourvoir
| Tête de liste    | Tête de liste        | Liste           | Premier tour | Premier tour | Sièges |  |
| Tête de liste    | Tête de liste        | Liste           | Voix         | %            | CM     |  |
| ---------------- | -------------------- | --------------- | ------------ | ------------ | ------ |  |
|                  | Marc Bonef*          | RPR - UDF - DVD | 1 274        | 55,71        | 22     |  |
|                  |                      |                 | 1 274        | 55,71        | 22     |  |
|                  | Olivier Chapuis-Roux | PCF - PS - DVG  | 1 013        | 44,29        | 7      |  |
| Gauche plurielle |                      |                 | 1 013        | 44,29        | 7      |  |
|                  |                      |                 |              |              |        |  |
| Inscrits         | Inscrits             | Inscrits        | 3 564        | 100,00       |        |  |
| Abstentions      | Abstentions          | Abstentions     | 1 066        | 29,91        |        |  |
| Votants          | Votants              | Votants         | 2 498        | 70,09        |        |  |
| Blancs et nuls   | Blancs et nuls       | Blancs et nuls  | 211          | 8,45         |        |  |
| Exprimés         | Exprimés             | Exprimés        | 2 287        | 91,55        |        |  |
| * Maire sortant  |                      |                 |              |              |        |  |

### Longueau
Maire sortant : Joël Brunet (PCF)
29 sièges à pourvoir
| Tête de liste    | Tête de liste  | Liste          | Premier tour | Premier tour | Sièges |  |
| Tête de liste    | Tête de liste  | Liste          | Voix         | %            | CM     |  |
| ---------------- | -------------- | -------------- | ------------ | ------------ | ------ |  |
|                  | Joël Brunet*   | PCF - PS - DVG | 1 608        | 100,00       | 29     |  |
| Gauche plurielle |                |                | 1 608        | 100,00       | 29     |  |
|                  |                |                |              |              |        |  |
| Inscrits         | Inscrits       | Inscrits       | 3 986        | 100,00       |        |  |
| Abstentions      | Abstentions    | Abstentions    | 1 592        | 39,94        |        |  |
| Votants          | Votants        | Votants        | 2 394        | 60,06        |        |  |
| Blancs et nuls   | Blancs et nuls | Blancs et nuls | 786          | 32,83        |        |  |
| Exprimés         | Exprimés       | Exprimés       | 1 608        | 67,17        |        |  |
| * Maire sortant  |                |                |              |              |        |  |

### Montdidier
Maire sortant : Michel Warnet (DVD)
29 sièges à pourvoir
| Tête de liste    | Tête de liste       | Liste          | Premier tour | Premier tour | Second tour | Second tour | Sièges |  |
| Tête de liste    | Tête de liste       | Liste          | Voix         | %            | Voix        | %           | CM     |  |
| ---------------- | ------------------- | -------------- | ------------ | ------------ | ----------- | ----------- | ------ |  |
|                  | Catherine Le Tyrant | PS - PCF - DVG | 1 365        | 48,73        | 1 708       | 57,32       | ?      |  |
| Gauche plurielle |                     |                | 1 365        | 48,73        | 1 708       | 57,32       | ?      |  |
|                  | Michel Warnet*      | DVD            | 1 436        | 51,27        | 1 272       | 42,68       | ?      |  |
|                  |                     |                | 1 436        | 51,27        | 1 272       | 42,68       | ?      |  |
|                  |                     | DVD            | 1 436        | 51,27        | 1 272       | 42,68       | ?      |  |
|                  |                     |                | 1 436        | 51,27        | 1 272       | 42,68       | ?      |  |
|                  |                     |                |              |              |             |             |        |  |
| Inscrits         | Inscrits            | Inscrits       | 4 192        | 100,00       | 4 192       | 100,00      |        |  |
| Abstentions      | Abstentions         | Abstentions    | 1 262        | 30,10        | 1 123       | 26,79       |        |  |
| Votants          | Votants             | Votants        | 2 930        | 69,90        | 3 069       | 73,21       |        |  |
| Blancs et nuls   | Blancs et nuls      | Blancs et nuls | 129          | 4,40         | 89          | 2,90        |        |  |
| Exprimés         | Exprimés            | Exprimés       | 2 801        | 95,60        | 2 980       | 97,10       |        |  |
| * Maire sortant  |                     |                |              |              |             |             |        |  |

### Moreuil
Maire sortant : Pierre Boulanger (DVD)
27 sièges à pourvoir
| Tête de liste    | Tête de liste     | Liste          | Premier tour | Premier tour | Sièges |  |
| Tête de liste    | Tête de liste     | Liste          | Voix         | %            | CM     |  |
| ---------------- | ----------------- | -------------- | ------------ | ------------ | ------ |  |
|                  | Pierre Boulanger* | DVD            | 1 436        | 73,87        | ?      |  |
|                  |                   |                | 1 436        | 73,87        | ?      |  |
|                  | Daniel Fournier   | PS - PCF - DVG | 508          | 26,13        | ?      |  |
| Gauche plurielle |                   |                | 508          | 26,13        | ?      |  |
|                  |                   |                |              |              |        |  |
| Inscrits         | Inscrits          | Inscrits       | 2 959        | 100,00       |        |  |
| Abstentions      | Abstentions       | Abstentions    | 836          | 28,25        |        |  |
| Votants          | Votants           | Votants        | 2 123        | 71,75        |        |  |
| Blancs et nuls   | Blancs et nuls    | Blancs et nuls | 179          | 8,43         |        |  |
| Exprimés         | Exprimés          | Exprimés       | 1 944        | 91,57        |        |  |
| * Maire sortant  |                   |                |              |              |        |  |

### Péronne
Maire sortant : Jean-Pierre Vienot (RPR)
29 sièges à pourvoir
| Tête de liste    | Tête de liste       | Liste           | Premier tour | Premier tour | Sièges |  |
| Tête de liste    | Tête de liste       | Liste           | Voix         | %            | CM     |  |
| ---------------- | ------------------- | --------------- | ------------ | ------------ | ------ |  |
|                  | Jean-Pierre Vienot* | RPR - UDF - DVD | 2 115        | 58,73        | 23     |  |
|                  |                     |                 | 2 115        | 58,73        | 23     |  |
|                  | Olivier Linéatte    | PS - PCF - DVG  | 1 486        | 41,27        | 6      |  |
| Gauche plurielle |                     |                 | 1 486        | 41,27        | 6      |  |
|                  |                     |                 |              |              |        |  |
| Inscrits         | Inscrits            | Inscrits        | 5 698        | 100,00       |        |  |
| Abstentions      | Abstentions         | Abstentions     | 1 850        | 32,47        |        |  |
| Votants          | Votants             | Votants         | 3 848        | 67,53        |        |  |
| Blancs et nuls   | Blancs et nuls      | Blancs et nuls  | 247          | 6,42         |        |  |
| Exprimés         | Exprimés            | Exprimés        | 3 601        | 93,58        |        |  |
| * Maire sortant  |                     |                 |              |              |        |  |

### Roye
Maire sortant : Jacques Fleury (PS)
29 sièges à pourvoir
| Tête de liste    | Tête de liste    | Liste           | Premier tour | Premier tour | Sièges |  |
| Tête de liste    | Tête de liste    | Liste           | Voix         | %            | CM     |  |
| ---------------- | ---------------- | --------------- | ------------ | ------------ | ------ |  |
|                  | Jacques Fleury*  | PS - PCF - DVG  | 1 728        | 63,95        | 24     |  |
| Gauche plurielle |                  |                 | 1 728        | 63,95        | 24     |  |
|                  | Georges Loisiers | RPR - UDF - DVD | 974          | 36,05        | 5      |  |
|                  |                  |                 | 974          | 36,05        | 5      |  |
|                  |                  |                 |              |              |        |  |
| Inscrits         | Inscrits         | Inscrits        | 4 369        | 100,00       |        |  |
| Abstentions      | Abstentions      | Abstentions     | 1 412        | 32,32        |        |  |
| Votants          | Votants          | Votants         | 2 957        | 67,68        |        |  |
| Blancs et nuls   | Blancs et nuls   | Blancs et nuls  | 255          | 8,62         |        |  |
| Exprimés         | Exprimés         | Exprimés        | 2 702        | 91,38        |        |  |
| * Maire sortant  |                  |                 |              |              |        |  |

### Salouël
Maire sortant : Jean Douchet (DVD)
27 sièges à pourvoir
| Tête de liste   | Tête de liste  | Liste          | Premier tour | Premier tour | Sièges |  |
| Tête de liste   | Tête de liste  | Liste          | Voix         | %            | CM     |  |
| --------------- | -------------- | -------------- | ------------ | ------------ | ------ |  |
|                 | Jean Douchet*  | DVD            | 819          | 64,39        | ?      |  |
|                 |                |                | 819          | 64,39        | ?      |  |
|                 | ?              | DVG            | 453          | 35,61        | ?      |  |
|                 |                |                | 453          | 35,61        | ?      |  |
|                 |                |                |              |              |        |  |
| Inscrits        | Inscrits       | Inscrits       | 1 987        | 100,00       |        |  |
| Abstentions     | Abstentions    | Abstentions    | 588          | 29,59        |        |  |
| Votants         | Votants        | Votants        | 1 399        | 70,41        |        |  |
| Blancs et nuls  | Blancs et nuls | Blancs et nuls | 127          | 9,08         |        |  |
| Exprimés        | Exprimés       | Exprimés       | 1 272        | 90,92        |        |  |
| * Maire sortant |                |                |              |              |        |  |

### Villers-Bretonneux
Maire sortant : Hubert Lelieur (DVD)
27 sièges à pourvoir
| Tête de liste    | Tête de liste    | Liste          | Premier tour | Premier tour | Sièges |  |
| Tête de liste    | Tête de liste    | Liste          | Voix         | %            | CM     |  |
| ---------------- | ---------------- | -------------- | ------------ | ------------ | ------ |  |
|                  | Hubert Lelieur*  | DVD            | 1 044        | 53,32        | ?      |  |
|                  |                  |                | 1 044        | 53,32        | ?      |  |
|                  | Frédéric Lemoine | PCF - PS - DVG | 914          | 46,68        | ?      |  |
| Gauche plurielle |                  |                | 914          | 46,68        | ?      |  |
|                  |                  |                |              |              |        |  |
| Inscrits         | Inscrits         | Inscrits       | 2 778        | 100,00       |        |  |
| Abstentions      | Abstentions      | Abstentions    | 605          | 21,78        |        |  |
| Votants          | Votants          | Votants        | 2 173        | 78,22        |        |  |
| Blancs et nuls   | Blancs et nuls   | Blancs et nuls | 215          | 9,89         |        |  |
| Exprimés         | Exprimés         | Exprimés       | 1 958        | 90,11        |        |  |
| * Maire sortant  |                  |                |              |              |        |  |